# لویی-کلود داکن
لویی-کلود داکَن (به فرانسوی: Louis-Claude Daquin)‏ (۴ ژوئیهٔ ۱۶۹۴ – ۱۵ ژوئن ۱۷۷۲) آهنگساز و دورهٔ باروک و سبک گالانت و نوازندهٔ ارگ و هارپسیکورد اهل فرانسه بود.

## نمونهٔ آثار
|  |